# Maverick.NET
Maverick.NET es la conversión de Maverick de lenguaje Java a C# para su integración en la plataforma .NET. Al igual que muchas otras herramientas libres para esta plataforma, Maverick.NET también funciona en Mono.